# Entosthodon duriaei
Entosthodon duriaei là một loài Rêu trong họ Funariaceae. Loài này được Mont. mô tả khoa học đầu tiên năm 1849.